# Comté de Trinity (Texas)
Pour les articles homonymes, voir Trinity et Comté de Trinity.
Le comté de Trinity, en anglais : Trinity County, est un comté situé à l'est de l'État du Texas aux États-Unis. Fondé le 11 février 1850, son siège de comté est la ville de Groveton. Selon le recensement des États-Unis de 2020, sa population est de 13 602 habitants. Le comté a une superficie de 1 849,1 km2, dont 1 796,4 km2 en surfaces terrestres. Il est nommé en référence au fleuve Trinity.

## Organisation du comté
Le comté de Trinity est créé le 11 février 1850, à partir des terres du comté de Houston. Il est définitivement organisé et autonome, le 1er avril 1850.
Il est baptisé en référence au fleuve Trinity,, qui s'écoule au sud-est du comté.

## Géographie
Le comté de Trinity est situé à l'est de l'État du Texas, aux États-Unis,. 
Il a une superficie totale de 1 849,1 km2, composée de 1 796,4 km2 de terres et de 52,7 km2 de zones aquatiques.

## Comtés adjacents
| Comté de Houston |                      | Comté d'Angelina |
|                  | comté de Trinity     |                  |
| Comté de Walker  | Comté de San Jacinto | Comté de Polk    |

## Démographie
Lors du recensement de 2010, le comté comptait une population de 14 585 habitants. En 2017, la population est estimée à 14 667 habitants,.

Pyramide des âges du comté de Trinity (2000).